# Giulio Variboba
Giulio Variboba (1724-1788), conocido en albanés como Jul Variboba, es considerado por muchos albaneses como el primer poeta genuino de la literatura albanesa, además de ser el primer poeta arbëresh de talento.
Nacido en San Giorgio Albanese (alb. Mbuzati) en la provincia de Cosenza de una familia albanesa proveniente de Mallakastra, estudió en el seminario Corsini en San Benedetto Ullano. El seminario greco-católico Corsini fue fundado en 1732 por el papa Clemente XII y fue un centro fundamental en el desarrollo de la vida cultural de los arbëresh de Calabria, similar a la influencia del seminario griego en Palermo lo tuvo para los arbëresh de Sicilia. Variboba tuvo la suerte de ser uno de sus primeros estudiantes y fue ordenado sacerdote en 1749. Tras terminar sus estudios volvió a su pueblo natal para ayudar a su anciano padre Giovanni en las tareas de arcipreste de la parroquia.
Variboba ya había mostrado una preferencia clara por el rito latino (católico) durante sus estudios en el seminario Corsini, a contracorriente del rito bizantino griego de la Iglesia de los arbëresh. Esta posición lo llevó en años posteriores a enfrentarse con su propia parroquia y con la jerarquía local en Rossano, en particular después de la apelación directa al papa. A partir de 1761 acabó exiliado en Roma, donde moriría, tras pasar por Campania y Nápoles.
Variboba publicó su obra más importante en Roma, en 1762, el único libro arbëresh publicado en el siglo XVIII. Titulado Ghiella e Shën Mëriis Virghiër (La vida de la virgen María), es un largo poema lírico de 4717 versos, escrito completamente en el dialecto de San Giorgio Albanese, lleno de vocabulario italiano y calabrés. El poema trata la vida de la virgen María desde su nacimiento hasta la Asunción empleando como fondo Calabria para la natividad y transformando los personajes devotos del Nuevo Testamento en rudos campesinos calabreses. El estilo es ligero y mundano, realista y práctico, al contrario de lo que se podría creer en un personaje tan polémico, entrecalado de canciones folclóricas, humor e inocencia. Sin embargo, la variedad de su expresión rítmica no oculta la calidad desigual de sus versos.